# Бадюк, Михаил Михайлович
Михаил Михайлович Бадюк (3 января 1920 — 25 марта 1993) — советский лётчик авиации ВМФ, воздушный стрелок-радист в годы Великой Отечественной войны, Герой Советского Союза (22.02.1944). Майор (4.07.1957).

## Биография
Родился 3 января 1920 года в семье крестьянина. В 1939 году окончил Благовещенское речное училище, в марте-октябре 1939 года работал начальником радиостанции порта Байкал Восточно-Сибирского речного пароходства (Иркутская область).
Призван на срочную службу в ВМФ СССР в октябре 1939 года. Окончил школу младших авиационных специалистов ВВС ВМФ во Владивостоке. Служил воздушным стрелком-радистом в 4-м минно-торпедном авиационном полку ВВС Тихоокеанского флота. В марте 1942 года был включен в сформированную на ТОФ авиагруппу самолётов ДБ-3Ф (Ил-4), направленную на усиление воюющего Северного флота.
Участник Великой Отечественной войны с апреля 1942 года. По прибытии на Северный флот сержант М. Бадюк был зачислен воздушным стрелком-радистом во 2-й гвардейский смешанный авиаполк ВВС Северного флота. В октября 1942 года его перевели в той же должности в 24-й минно-торпедный авиационный полк, которому приказом Народного комиссара ВМФ СССР от 31 мая 1943 года было присвоено гвардейское звание и он был преобразован в 9-й гвардейский минно-торпедный авиационный полк ВВС Северного флота.
К концу 1943 года старший воздушный стрелок-радист 9-го гвардейского минно-торпедного авиационного полка 5-й минно-торпедной авиационной дивизии ВВС Северного флота гвардии старшина М. М. Бадюк в составе экипажа торпедоносца гвардии капитана В. П. Балашова совершил 86 боевых вылетов на атаку кораблей противника в Баренцевом море, на постановку мин, бомбардировку аэродромов. Участвовал в потоплении 12-ти транспортов, при отражении атак вражеских истребителей сбил 1 самолёт противника.
Указом Президиума Верховного Совета СССР «О присвоении звания Героя Советского Союза офицерскому и сержантскому составу Военно-Морского флота» от 22 февраля 1944 года за «образцовое выполнение боевых заданий командования на фронте борьбы с немецкими захватчиками и проявленные при этом отвагу и геройство» удостоен звания Героя Советского Союза с вручением ордена Ленина и медали «Золотая Звезда» (№ 2760).
Всего на счету М. М. Бадюка было свыше 100 боевых вылетов.
В мае 1944 года гвардии старшина М. М. Бадюк был направлен для переобучения на лётчика-истребителя, в ноябре 1944 года он окончил 2-ю военную школу лётчиков первоначального обучения ВМФ в Куйбышеве, в 1946 году — Военно-морское авиационное училище имени Сталина в Ейске. С ноября 1946 года служил в ВВС Черноморского флота в должности лётчика 62-го истребительного авиационного полка ВМФ. В апреле 1950 года был переведён на Северный флот и назначен лётчиком в 174-й гвардейский истребительный авиационный полк, а затем стал там старшим лётчиком. В октябре 1951 года его направили учиться в академию.
В 1955 году окончил Военно-воздушную академию и несколько лет служил на Балтийском море: заместитель начальника штаба по оперативной и разведывательной части 211-го истребительного авиационного полка ВВС 4-го ВМФ, с июля 1955 — офицер оперативно-разведывательного отделения 237-й истребительной авиадивизии этого флота, с марта 1955 года — старший офицер оперативного отдела штаба Балтийского флота. С января 1961 года — заместитель начальника штаба 967-го отдельного разведывательного авиационного полка ВВС Северного флота.
С декабря 1962 года майор М. М. Бадюк в отставке. Жил в Ростове-на-Дону. Работал мастером в Ростовском государственном педагогическом институте и старшим лаборантом кафедры физики Ростовском институте сельскохозяйственного машиностроения.
Умер 25 марта 1993 года.

## Награды
- Герой Советского Союза (22.02.1944);
- орден Ленина (22.02.1944);
- орден Красного Знамени (26.09.1942);
- три ордена Отечественной войны I степени (18.05.1943, 25.11.1943, 11.03.1985);
- орден Красной Звезды (05.11.1954)[5]
- медали, в том числе[6]:
  - «За отвагу» (31.01.1943);
  - «За боевые заслуги» (15.11.1950)[5];
  - «За оборону Советского Заполярья» (1946);
  - «За победу над Германией в Великой Отечественной войне 1941—1945 гг.» (1945).

## Память
- Бюст М. М. Бадюка, в числе 53-х лётчиков-североморцев, удостоенных звания Героя Советского Союза, установлен в пос. Сафоново на Аллее Героев около музея ВВС СФ.
- Мемориальная доска установлена на доме № 2 в Грибоедовском переулке Ростова-на-Дону, где жил Герой.